# Magnus Holmström
Karl Harald Magnus Holmström, född 20 mars 1975 i Johannebergs församling, Göteborg, är en svensk nyckelharpsspelare.
Magnus Holmström växte upp i Bullmark i Västerbotten. Intresset för nyckelharpan och folkmusiken föddes, när han som 12-åring besökte ett musikcafé hemma i byn. Han fick då se ett spelmanslag som spelade på ett instrument som han aldrig tidigare sett: ”...det var som om man vallade skidor och skrev skrivmaskin samtidigt.” 
Holmström fick låna en nyckelharpa av spelledaren Göran Ruthström och gick i lära hos honom det första året för att lära sig grunderna. Han spelar nu nyckelharpa, moraharpa, kontrabasharpa och oktavharpa. 
Magnus Holmström studerade vid Kungliga Musikhögskolan (2003-2008) i Stockholm. Tidigare musikutbildningar är Eric Sahlström-institutet 2000–2001.
År 2004 erövrade Holmström titeln "Världsmästare på gammelharpa" (kontrabasharpa), vid Nyckelharps-VM i Österbybruk. Han spelar eller har spelat med grupper som Twärdrag, Bordunverkstan, Migrantes och Fomp. Han har spelat och varit lärare vid kurser både i Sverige och utomlands, bland annat i USA, Portugal, England, Skottland, Frankrike och Uruguay.
Den 18 juni 2006 korades Holmström till världsmästare i både ”gammelharpa” och ”modern nyckelharpa”, en bedrift som bara gjorts en gång tidigare, sedan Nyckelharps-VM startade 1990. Holmström är, med detta, den enda som innehar tre titlar i VM. 2008 tilldelades han Bror Hjorth stipendium med motiveringen "För ett levande, intensivt, rytmiskt, tekniskt helgjutet och personligt spel på Nyckelharpa". 2010 blev han utnämnd till Riksspelman med motiveringen; " För strålande och stilmedvetet spel av låtar från Västerbotten". Han var den förste att, på 100 år, bli Riksspelman på låtar från Västerbotten, på Nyckelharpa. 
Sedan 2007 driver han skivbolaget Dimma Sweden tillsammans med Henning Andersson och Tomas "Limpan" Lindberg (båda även aktiva i gruppen Draupner ) Dimma Sweden ger företrädesvis ut folkmusik, och har fram till 2016 givit ut ca 35 skivor.
År 2013 var Holmström en del av husbandet i Melodifestivalen.
2017 bildades bandet HammerFolk (Medlemmar 2019: Magnus Holmström, David Eriksson & Tomas Limpan Lindberg), som tolkar HammerFalls musik. HammerFolk har medverkat på ett antal av HammerFalls spelningar som bl.a. Bang Your Head Festival (Balingen i Tyskland), Sabaton Open Air (Falun),  Dalhalla (Rättvik) och, nu senast på Wacken Open Air 2019. 
År 2019 fick Holmström Viksta Lassestipendiet, samt Uplands Spelmansförbunds hedersutmärkelse i guld (tillsammans med Tomas Limpan Lindberg) för deras tioåriga arbete med att vara konstnärliga ledare för Upplands Låtverkstad.  
Holmström arbetade tidigare som chef på Knivsta kulturskola, och tekniskt ansvarig på Scenen på det nya bygget Knivsta Centrum för idrott och kultur (2017-2021). Från och med den 1 januari 2021 är han verksam som VD och verksamhetsledare på Eric Sahlström Institutet.   

## Diskografi
- 2024 Krilloan "Return of the Heralds" (feature on track Kingkillers Tale).
- 2017 Storis & Limpan Band - Patina
- 2015 Norrspel- Sweden Norway (Radio France)
- 2013 Amaranthe (acoustic version of Burn with me)
- 2013 Tonbruket "Nubium Swimtrip" (feature on track 4, Liga)
- 2013 Melodifestivalens samlings CD (Joacim Cans "Annelie")
- 2013 Joacim Cans "Nu kan mörkret falla"
- 2012 Dämmerfarben "Herbstpfad" (feature on instrumental)
- 2011 The Three Seasons - Life´s road
- 2011 Melodifestivalens samlings CD (Feature on Elisabeth Andreasen)
- 2011 ULV "2009-2011"
- 2008 Storis & Limpan Band
- 1999 Twärdrag "Nuförst"
- 1997 VSF 50 år
- 1991 Sävardraget